# پسرجهنمی: سگ های شب
پسر جهنمی: سگ‌های شب یک بازی ویدئویی آمریکایی در سال ۲۰۰۰ میلادی در ژانر اکشن و ماجراجویی برای مایکروسافت ویندوز و پلی‌استیشن توسط استودیو کریو ساخته شده‌است. این بازی با عنوان پسر جهنمی: جستجوگر تیمارستان به کنسول پلی استیشن انتقال یافت که توسط Hoplite Research توسعه یافت و در سال ۲۰۰۳ منتشر شد. این بازی بر اساس مجموعه کتاب‌های کمیک علمی تخیلی دارک هورس کامیکس ساخته شده‌است که توسط مایک میگنولا نوشته و طراحی شده‌است.

## بازخوردها
نسخه ویندوز در GameRankings امتیاز ۱۱٫۵۰٪ را دارد. جیسون بابلر از مجله رسمی پلی استیشن ایالات متحده (اکتبر ۲۰۰۳) به بازی ۰٫۵ از ۵ امتیاز داد و گفت: «خدایا کمکم کن—فکر نمی‌کردم هرگز اینقدر بد باشد.»

## لینک‌های دیگر
- پسرجهنمی: سگ های شب در موبی‌گیمز